# ريتشارد سيليس
ريتشارد سيليس (بالإسبانية: Richard Celis) هو لاعب كرة قدم فنزويلي، ولد في 23 أبريل 1996 في فنزويلا. لعب مع نادي سينيتسا.

## وصلات خارجية
- ريتشارد سيليس على موقع قاعدة بيانات كرة القدم.إي يو (الإنجليزية)
- ريتشارد سيليس على موقع Soccerway.com (الإنجليزية)